# علي أباد سادات (اسماعيلي كرمان)
علي أباد سادات (بالفارسية: علی‌آباد سادات) هي قرية تقع في إيران في منطقة إسماعيلي. يقدر عدد سكانها بـ 570 نسمة بحسب إحصاء 2016.